# 丹尼尔·法尔克
丹尼尔·法尔克（德語：Daniel Farke，德語發音：[ˈdaːni̯eːl ˈfaʁkə, -ni̯ɛl -]，1976年10月30日—）是德国前足球运动员及现任足球教练。其大部分球员生涯都在德国低级别的利普施塔特08度过，并在那里开启了执教之路。继任教普鲁士多特蒙德二队一段时间后，他转而执教诺维奇城四年，期间曾两次率队夺得英冠联赛冠军。2022年1月，他被任命为俄超联赛俱乐部克拉斯诺达尔的主教练，但两个月后便因俄罗斯入侵乌克兰而辞职。自2022-23赛季起，法尔克成为德甲联赛俱乐部普鲁士门兴格拉德巴赫主教练。

## 球员生涯
作为前足球运动员弗朗茨·法尔克的孙子，丹尼尔·法尔克自幼是在威斯特法伦的比伦长大。青年时代，他曾先后效力于施泰因豪森（SV Steinhausen）、帕德博恩07、普鲁士利普施塔特和利普施塔特08。2002-03赛季，法尔克身披利普施塔特08的球衣在威斯特法伦高级联赛射入36球。然后，他转会至威廉港，于2004年随队升入单轨制的北部高级联赛，并在一年后获得亚军，仅次于埃姆登踢球者。司职前锋的法尔克其后转投波恩，至2005-06赛季冬歇期回到利普施塔特。赛季末，他加盟同属高级联赛的俱乐部梅彭，但仅一个赛季后便再度重返利普施塔特08，并随后者在当季降入威斯特法伦联赛。2008年，法尔克在利普施塔特挂靴，他表示自己“知道如何进球”，但可能是“整个西欧最慢的前锋”。他的整个职业生涯都是在德国低级别联赛中效力。

## 教练生涯
从足球生涯退役后，法尔克随即在利普施塔特08开启管理生涯，最初是担任体育总监。2009年夏天，他接替霍尔格·沃特曼成为球队主教练。凭借接连两季连续夺冠，法尔克于2013年率队升入德国第四级的西部地区联赛，但一年后又降回威斯特法伦高级联赛。随着重新升级失败，他终止了与利普施塔特08的合同。从六年执教生涯下台后，法尔克原计划休假一年，但于2015年秋季便接受了执教普鲁士多特蒙德二队的机会，这是德甲俱乐部普鲁士多特蒙德的预备队。2016-17赛季，他率队在西部地区联赛以亚军完赛，仅次于维多利亚科隆。然而在执掌多特蒙德二队两年后，法尔克却未能与球队续约。
2017年5月25日，法尔克被任命为英冠联赛俱乐部诺维奇城的主教练，合同为期两年。法尔克在指挥诺维奇城的首场联赛中，凭借尼爾森·奧利維拉的入球而在克雷文农舍球场以1比1战平富勒姆。他在主场卡罗路球场的首次亮相则是率诺维奇城在联赛杯中以3比2击败斯温登。而在法尔克的首个英冠赛季中，诺维奇城以15胜15平16负的成绩排名积分榜第14。接下来的一个赛季，诺维奇城晋身为英冠冠军。法尔克于11月获颁月度最佳教练，并于2019年3月与俱乐部续约三年，期至2022年6月届满。在当季的倒数第二场比赛中，球队成功升入英超，并在赛季最后一场比赛后确保加冕英冠冠军。在来季的英超联赛中，诺维奇于2020年7月12日主场以0比4不敌西汉姆联后直接降级。但至2020-21赛季，诺维奇城重新夺得英冠，并以俱乐部创纪录的97分迅速重返英超。法尔克其后也获颁英冠赛季最佳主教练奖。2021年7月21日，法尔克与俱乐部签署了一份为期四年的新合同，他将在卡罗路球场待到2025年7月。然而在2021年9月，法尔克率领诺维奇城惨遭英超15连败，创下了英格兰顶级联赛历史上俱乐部或主教练的新纪录。至11月6日，他的球队才在客场以2比1战胜布伦特福德，取得了当季的首场联赛胜利。赛后，法尔克遭解雇，并于2021年11月15日由前阿斯顿维拉主教练迪恩·史密斯接替。
2022年1月13日，俄超联赛俱乐部克拉斯诺达尔宣布，任命法尔克为俱乐部的新主教练，双方签署了一份期至2024年6月30日届满的合同。然而，由于俄罗斯入侵乌克兰，他与其他教练组成员又于3月2日一同离开了俱乐部。当时适逢冬歇期和克拉斯诺达尔国际机场改作军事用途，法尔克甚至未及指挥球队参加任何比赛。
至2022-23赛季，法尔克接手德甲俱乐部普鲁士门兴格拉德巴赫，担任主教练和阿迪·许特尔的接班人。他与俱乐部签署了一份期至2025年6月30日届满的合同。

## 成就

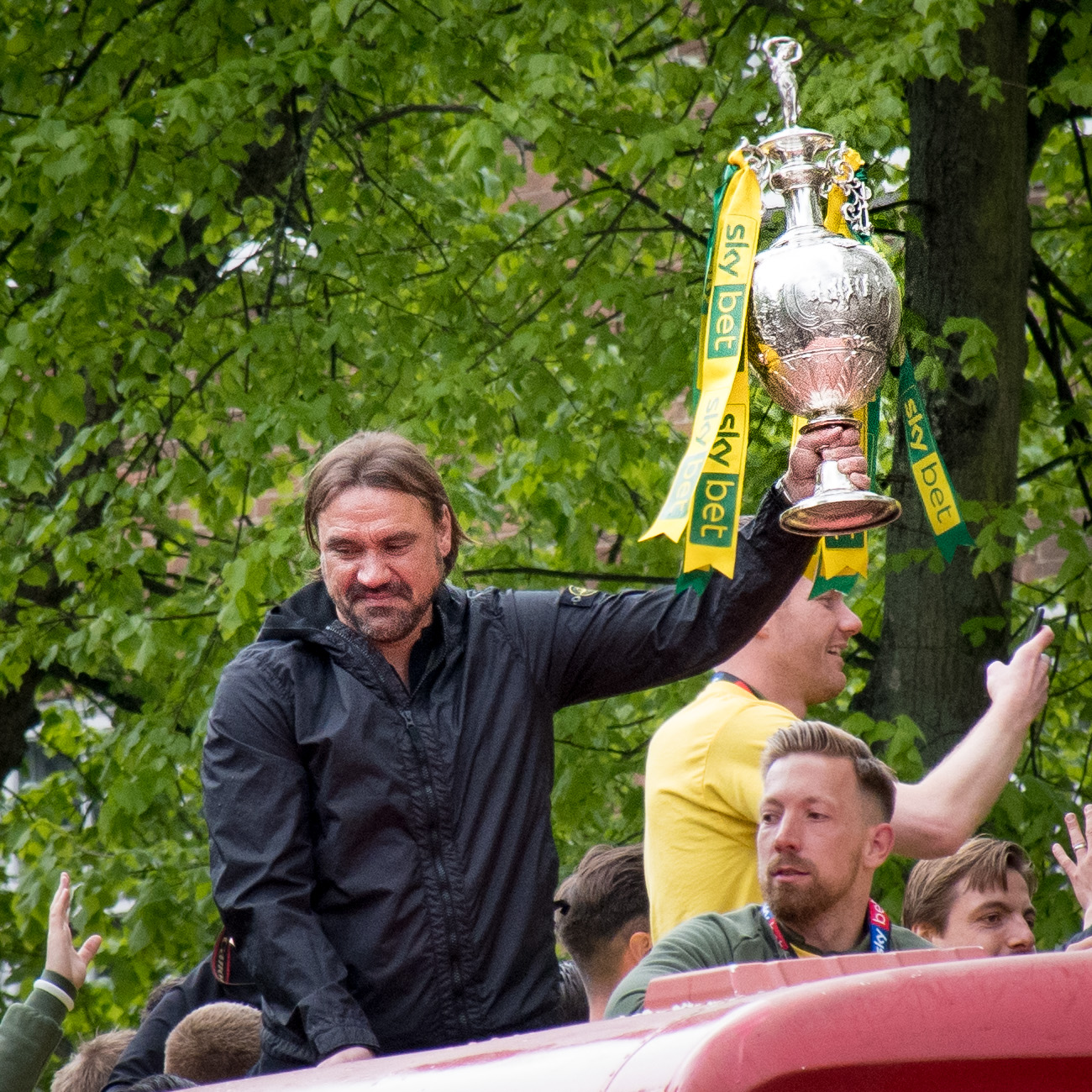
法尔克在2019年作为诺维奇城主教练赢得英冠冠军后的奖杯游行

教练生涯
利普施塔特08
- 威斯特法伦高级联赛冠军：2013年[8]
- 威斯特法伦联赛第1组冠军：2012年[8]

诺维奇城
- 英格兰冠军联赛冠军：2019年、[29]2021年[19]

里茲联
- 英格兰冠军联赛冠军：2025年

个人
- 英冠月度最佳主教练（英语：EFL Championship Manager of the Month）：2018年11月[30]
- 英冠年度最佳主教练：2021年[31][32]
- LMA英冠年度最佳主教练：2021年[33]